# Espada de lengua hueca

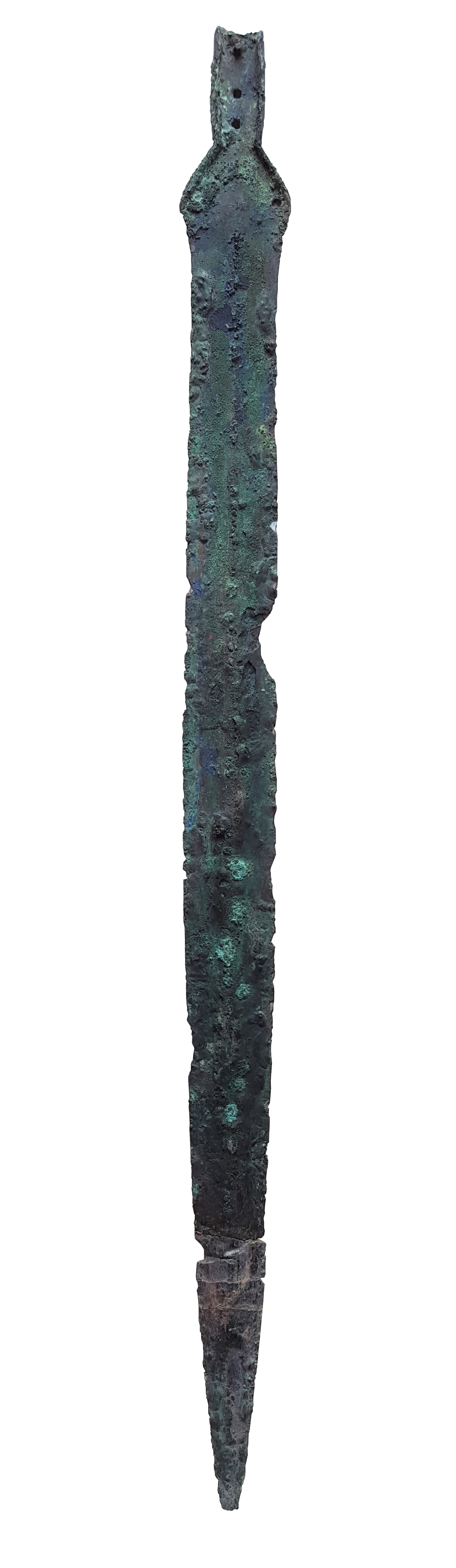
Espada con empuñadura de lengua de la Edad del Bronce de Dinamarca.

Espada de lengua hueca o espada con empuñadura de lengua o espada con lengüeta de agarre (en alemán: Griffzungenschwert) es un tipo de espada  extendido durante la fase final de la Edad del Bronce en Europa y Oriente Próximo. 
Era un tipo de espada con la empuñadura en forma de lengua (espiga) en la que la empuñadura está colocada en una extensión de la hoja que atraviesa la empuñadura, a diferencia de la espada de placa de empuñadura o la espada de empuñadura completa. El término fue acuñado por el Dr. Julius Naue cuando clasificó estas espadas en su obra Die vorrömischen Schwerter aus Kupfer, Bronze und Eisen (Las espadas prerromanas de cobre, bronce y hierro). En su honor, la gente eligió más tarde Naue I y Naue II como las designaciones de este tipo. En el norte de Europa se conocen unos 350 hallazgos de la "“espada con empuñadura común”", asignados en su mayoría a la Edad del Bronce. 
Tienen una placa de agarre que no se extiende hasta el extremo de la empuñadura. La empuñadura, probablemente de madera, estaba remachada a la lengüeta de la empuñadura y formaba un pomo en el extremo. Oscar Montelius es conocido por haber realizado una datación más precisa de estos hallazgos de la Edad del Bronce en Escandinavia. Según los períodos de Montelius, se han datado bastantes espadas. En la tipología de espadas con empuñadura se distinguen:
- las antiguas espadas con empuñadura (con subgrupos, unos 200 hallazgos)[2]
- las espadas de empuñadura común (con subgrupos, unos 350 hallazgos)[2]
- las espadas de empuñadura de lengua recientes (con subgrupos, unos 80 hallazgos de las "espadas de lengua estrecha")[2]
- las espadas con empuñadura de Europa central (con subgrupos)[2]

Otras variantes se encuentran bajo el término empuñadura de los cuchillos, dagas y espadas prehistóricas y de los primeros tiempos de la historia. 